# Wiktor Każyński
Wiktor Każyński (russisch: Виктор Матвеевич Кажинский, * 6. Dezemberjul. / 18. Dezember 1812greg. in Vilnius; † 22. Februarjul. / 6. März 1867greg. in Sankt Petersburg) war ein polnischer Komponist.
Każyński studierte in Warschau bei Józef Elsner. Ab 1843 war er Kapellmeister am Alexandrinski-Theater in St. Petersburg. Er komponierte vier Opern, eine Operette und ein Ballett, Chorwerke, Märsche, Tänze und Lieder.

## Bühnenwerke
- Szczególniejsze spotkanie (Eine sonderbare Begegnung), komische Oper, 1832
- Wiejski poranek (Ländlicher Morgen), Ballett, 1837
- Fenella (nach La muette de Portici von Auber), komische Oper, 1840
- Antoni i Antosia (Libretto von Andrzej Slowaczýnski nach Toinon et Toinette von Jean-Auguste-Jullien Desboulmiers), um 1840
- Damska protekcja (Die Protektion der Damen), Operette, 1843
- Maz i zona (Mann und Frau), komische Oper, 1848